# Sigrid Spörk
Sigrid Spörk (* 26. Juli 1981 in Graz) ist eine österreichische  Schauspielerin und Sängerin.

## Karriere
Über das Theater, in dem Spörk auch heute noch aktiv ist, und diverse Fernsehwerbespots (unter anderem trat sie 2005 in einem Werbespot über zukunfteuropa.at, der Europainformationswebsite der österreichischen Bundesregierung, in Erscheinung) schaffte sie den Sprung ins Film- und Fernsehgeschäft.

## Filmografie

### Kino
- 2008: Der Fall des Lemming, Regie: Nikolaus Leytner
- 2010: Echte Wiener 2 – Die Deppat’n und die Gspritzt’n, Regie: Barbara Gräftner
- 2012: Tutti i santi giorni, Regie: Paolo Virzì
- 2013: Tom Turbo – Von 0 auf 111, Regie: Dirk Regel

### Fernsehen
- 2018, 2021: Die Rosenheim-Cops (Folgen: 18x12, 21x05)
- seit 2013: Genau so geht’s (gemeinsam mit Thomas Brezina) ORF Kinderprogramm okidoki
- 2011: Plötzlich fett!
- 2011: Bollywood lässt Alpen glühen
- 2010: Küsse, Schüsse, Rindsrouladen, Regie: Peter Gersina ORF//Sat.1
- 2009: Sisi, Regie: Xaver Schwarzenberger ORF/RAI 1/ZDF
- seit 2008: Hauptrolle in Saugut (2008–2010) und anderen Franz Ferdinand Sendungen ORF Kinderprogramm okidoki.
- 2008: Hauptrolle in Camera Cafe, Regie: Leo Bauer Pilotsendung ORF
- 2008: Der Besuch der alten Dame, Regie: Nikolaus Leytner ORF/ZDF
- 2008: Hauptrolle in Und ewig schweigen die Männer, Regie: Xaver Schwarzenberger ORF/BR
- 2007: Ein halbes Leben, Regie: Nikolaus Leytner ORF/ZDF
- 2006: Hauptrolle in Entscheidung für Mia, Regie: Alex Bräuer Pilotsendung ORF

## Theater
Engagements Kabarett Simpl, Wien; Stadttheater Wiener Neustadt; Magna Racino Austria; Theater Experiment Wien; Schloßspiele Langenlois; Theater der Jugend; Kabarett „Heuer schenken wir uns nichts“ mit Serge Falck; Kabarett „Flotter 4er“ mit Heilbutt & Rosen; Next Liberty Graz: Grimm.

## Musik
Auftritte mit der Grazer Band Calim, Tom-Waits-Programm mit Stefan Wedam